# Dřenice

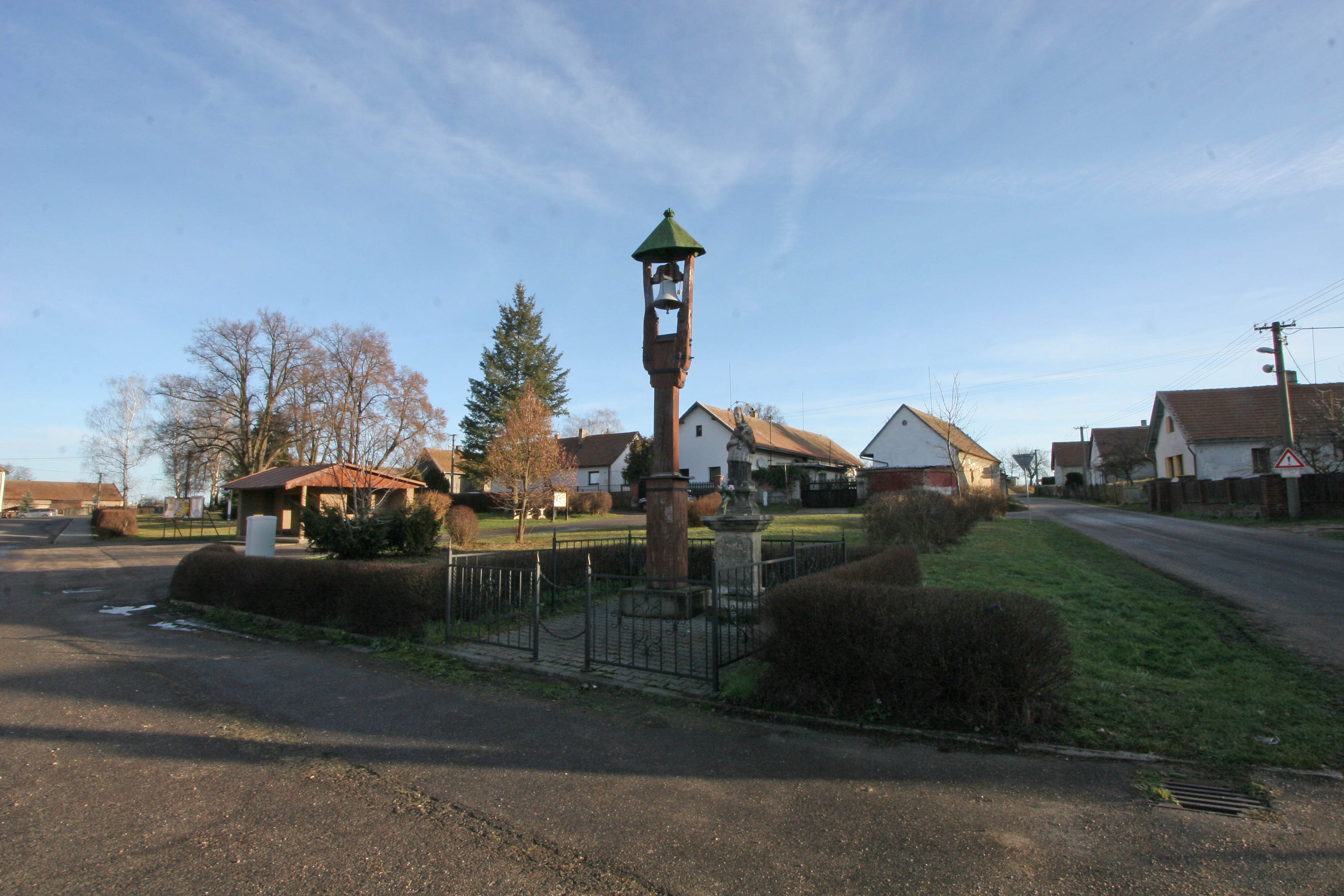
Dorfplatz

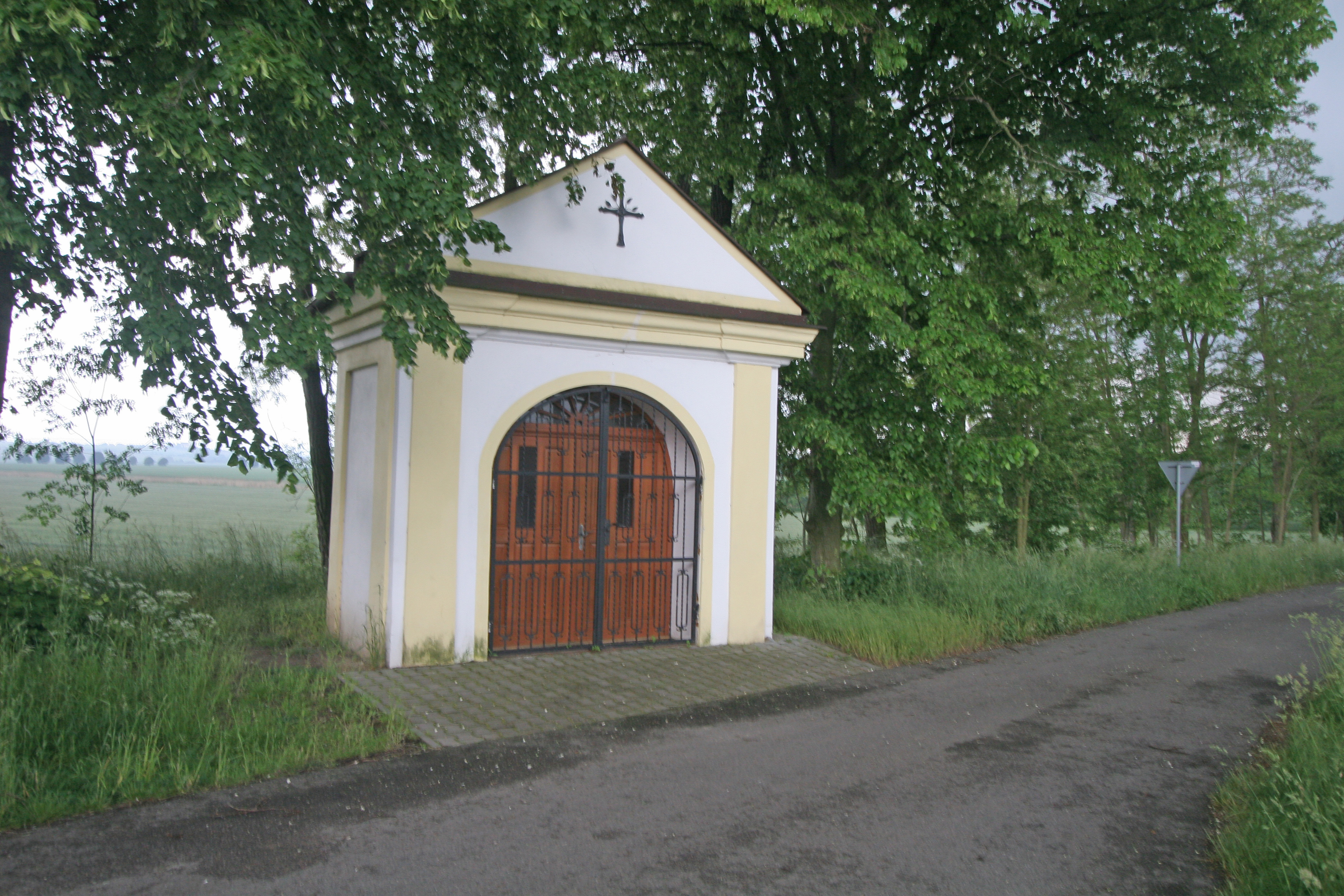
Wegkapelle des hl. Johannes von Nepomuk

Dřenice (deutsch Dřenitz, auch Drenitz) ist eine Gemeinde in Tschechien. Sie liegt fünf Kilometer nordwestlich des Stadtzentrums von Chrudim und gehört zum Okres Chrudim.

## Geographie
Dřenice befindet sich am Bach Bylanka auf der Heřmanoměstecká tabule (Hermannstädtler Tafel). Östlich des Dorfes verläuft die Bahnstrecke Havlíčkův Brod–Pardubice.
Nachbarorte sind Třebosice und Staré Jesenčany im Norden, Blato und Mikulovice im Nordosten, Medlešice im Osten, Chrudim im Südosten, Markovice, Na Hrázi und Třibřichy im Süden, Rozhovice im Südwesten, Jezbořice und Čepí im Westen sowie Dubany im Nordwesten.

## Geschichte
Archäologische Funde belegen eine frühzeitliche Besiedlung der Gegend; nördlich des Dorfes befand sich ein jungsteinzeitlicher Siedlungsplatz, außerdem wurden auf den Feldern u. a. Keramikreste, Eisenschlacken der Latènekultur sowie Reste eines Pechofens mit großen Mengen Schmeer aufgefunden.
Der Legende nach soll das Dorf von einem Edelmann Dřeň gegründet worden sein, der seinen Sitz in Na Hrázi hatte. Die erste schriftliche Erwähnung von Dřenice erfolgte im Jahre 1381. Die Besitzer des Gutes Dřenice wechselten vielfach; bis 1416 gehörte es den Vlašťka von Nová Ves. Im Jahre 1538 erfolgte eine Teilung des Gutes, die ca. 20 Jahre bestand. Ein Anteil von Dřenice gehörte zum Gut Morašice, der andere zur Königsstadt Chrudim. Der Chrudimer Anteil wurde 1547 durch König Ferdinand I. wegen der Beteiligung der Stadt am Ständeaufstand gegen die Habsburger konfisziert und 1551 an den Besitzer von Morašice, Peter Hamza von Zábědovice, verkauft. Im 17. Jahrhundert wurde das Gut Dřenice wieder von der Herrschaft Morašice abgetrennt und an die Familie Kustoš von Zubří und Lipka veräußert. 1660 erfolgte die Vereinigung der Güter Dřenice, Mezilesice und Třibřichy zur Herrschaft Mezilesice. Ferdinand Adam Kustoš von Zubří und Lipka veräußerte die Herrschaft Mezilesice 1716 an Octavian Ladislav von Waldstein. Dessen Tochter verkaufte sie 1722 an Theresia Raschin von Riesenburg, geborene Straka von Nedabylic. 1725 erbte deren Tochter Maria Theresia Freiin von Vernier die Herrschaft. 1802 verkauften die Freiherren Vernier Medleschitz. 1810 erwarb der Königgrätzer Bischof Maria Thaddäus von Trautmannsdorff das Gut, er vererbte es seinem Bruder Joachim von Trauttmansdorff-Weinsberg. 1835 erbte dessen Witwe Henriette, geborene Gräfin Allemagna den Besitz.
Im Jahre 1835 bestand das im Chrudimer Kreis gelegene Dorf Dřenitz aus 65 Häusern, in denen 457 Personen, darunter zwei jüdische Familien, lebten. Im Ort gab es ein jüdisches Branntweinhaus, eine emphyteutische Mühle und ein Wirtshaus. Pfarrort war Třebositz. Bis zur Mitte des 19. Jahrhunderts blieb Dřenitz dem  Allodialgut Medleschitz untertänig.
Nach der Aufhebung der Patrimonialherrschaften bildete Dřenice ab 1849 mit dem Ortsteil Dubany eine Gemeinde im Gerichtsbezirk Chrudim. Ab 1868 gehörte die Gemeinde zum Bezirk Chrudim. Dubany löste sich in den 1880er Jahren von Dřenice los und bildete eine eigene Gemeinde. Im Jahre 1890 bestand Dřenice aus 70 Häusern und hatte 646 Einwohner. Zu Beginn des 20. Jahrhunderts entstand am südwestlichen Ortsausgang – auf Třibřicher Gemarkung – eine neue Kolonie, die von der Dřenicer Bevölkerung wegen der kleinen Siedlungshäuser in Anlehnung auf das 1908 bei der Prager Jubiläumsausstellung präsentierte Abessinierdorf den Namen Habeš erhielt. Die Kolonie Habeš wurde später nach Dřenice umgemeindet. 1964 erfolgte der Zusammenschluss mit Třibřichy zu einer Gemeinde Dřenice-Třibřichy. Mit Beginn des Jahres 1974 wurde die Gemeinde Dřenice-Třibřichy aufhoben und die zugehörigen Dörfer Dřenice, Markovice und Třibřichy nach Bylany eingemeindet. Seit dem 1. März 1990 besteht die Gemeinde Dřenice wieder.

## Gemeindegliederung
Für die Gemeinde Dřenice sind keine Ortsteile ausgewiesen. Zu Dřenice gehört der Wohnplatz Na Hrázi.

## Sehenswürdigkeiten
- Hölzerner Glockenbaum und Statue des hl. Johannes von Nepomuk auf dem Dorfplatz
- Steinernes Kreuz aus dem Dorfplatz, errichtet 1901
- Gedenkstein für die Gefallenen beider Weltkriege
- Damm des Velký dřenický rybník (Großer Drenitzer Teich) an der Mündung des Markovický potok in die Bylanka bei Na Hrázi, der Fischteich wurde zum Ende des 18. Jahrhunderts trockengelegt.
- Wegkapelle des hl. Johannes von Nepomuk an der alten Chrudimer Straße auf dem Damm des ehemaligen Großen Drenitzer Teiches, errichtet um 1700

## Söhne und Töchter der Gemeinde
- Wilhelm Jerusalem (1854–1923), österreichischer Pädagoge, Philosoph und Soziologe